# 福岡県中学校一覧
福岡県中学校一覧（ふくおかけんちゅうがっこういちらん）は、福岡県の中学校、中等教育学校（前期課程）および義務教育学校（後期課程）の一覧。

## 国立中学校
- 福岡教育大学附属福岡中学校（福岡市中央区）
- 福岡教育大学附属小倉中学校（北九州市小倉北区）
- 福岡教育大学附属久留米中学校（久留米市）

## 公立中学校・公立中等教育学校・公立義務教育学校

### 北九州市

#### 門司区

##### 県立
- 福岡県立門司学園中学校

##### 市立
- 北九州市立東郷中学校
- 北九州市立戸ノ上中学校
- 北九州市立早鞆中学校
- 北九州市立松ヶ江中学校
- 北九州市立緑丘中学校
- 北九州市立門司中学校
- 北九州市立柳西中学校

#### 若松区
- 北九州市立向洋中学校
- 北九州市立石峯中学校
- 北九州市立洞北中学校
- 北九州市立高須中学校
- 北九州市立若松中学校
- 北九州市立二島中学校

#### 戸畑区
- 北九州市立中原中学校
- 北九州市立大谷中学校
- 北九州市立高生中学校
- 北九州市立飛幡中学校

#### 小倉北区
- 北九州市立足立中学校
- 北九州市立板櫃中学校
- 北九州市立菊陵中学校
- 北九州市立霧丘中学校
- 北九州市立思永中学校
- 北九州市立篠崎中学校
- 北九州市立白銀中学校
- 北九州市立富野中学校
- 北九州市立ひまわり中学校
- 北九州市立南小倉中学校

#### 小倉南区
- 北九州市立企救中学校
- 北九州市立広徳中学校
- 北九州市立志徳中学校
- 北九州市立城南中学校
- 北九州市立菅生中学校
- 北九州市立曽根中学校
- 北九州市立田原中学校
- 北九州市立沼中学校
- 北九州市立東谷中学校
- 北九州市立南曽根中学校
- 北九州市立守恒中学校
- 北九州市立湯川中学校
- 北九州市立横代中学校
- 北九州市立吉田中学校

#### 八幡東区
- 北九州市立枝光台中学校
- 北九州市立槻田中学校
- 北九州市立高見中学校
- 北九州市立大蔵中学校
- 北九州市立中央中学校
- 北九州市立尾倉中学校
- 北九州市立花尾中学校

#### 八幡西区
- 北九州市立浅川中学校
- 北九州市立穴生中学校
- 北九州市立永犬丸中学校
- 北九州市立沖田中学校
- 北九州市立折尾中学校
- 北九州市立香月中学校
- 北九州市立熊西中学校
- 北九州市立黒崎中学校
- 北九州市立上津役中学校
- 北九州市立木屋瀬中学校
- 北九州市立千代中学校
- 北九州市立則松中学校
- 北九州市立引野中学校
- 北九州市立本城中学校
- 北九州市立八児中学校

### 福岡市

#### 東区
- 福岡市立箱崎中学校
- 福岡市立福岡中学校
- 福岡市立香椎第１中学校
- 福岡市立香椎第２中学校
- 福岡市立香椎第３中学校
- 福岡市立多々良中学校
- 福岡市立多々良中央中学校
- 福岡市立和白中学校
- 福岡市立和白丘中学校
- 福岡市立城香中学校
- 福岡市立青葉中学校
- 福岡市立松崎中学校
- 福岡市立箱崎清松中学校
- 福岡市立志賀中学校
- 福岡市立照葉小中学校

#### 西区
- 福岡市立姪浜中学校
- 福岡市立玄洋中学校
- 福岡市立能古中学校
- 福岡市立元岡中学校
- 福岡市立北崎中学校
- 福岡市立小呂小中学校
- 福岡市立玄界小中学校
- 福岡市立壱岐中学校
- 福岡市立西陵中学校
- 福岡市立内浜中学校
- 福岡市立壱岐丘中学校
- 福岡市立下山門中学校

#### 南区
- 福岡市立春吉中学校
- 福岡市立高宮中学校
- 福岡市立三宅中学校
- 福岡市立花畑中学校
- 福岡市立筑紫丘中学校
- 福岡市立曰佐中学校
- 福岡市立長丘中学校
- 福岡市立老司中学校
- 福岡市立柏原中学校
- 福岡市立宮竹中学校
- 福岡市立横手中学校
- 福岡市立野間中学校

#### 中央区
- 福岡市立警固中学校
- 福岡市立舞鶴小中学校
- 福岡市立当仁中学校
- 福岡市立平尾中学校
- 福岡市立友泉中学校

#### 博多区
- 福岡市立千代中学校
- 福岡市立東光中学校
- 福岡市立東住吉中学校
- 福岡市立住吉小中学校
- 福岡市立板付中学校
- 福岡市立三筑中学校
- 福岡市立那珂中学校
- 福岡市立吉塚中学校
- 福岡市立席田中学校
- 福岡市立博多中学校

#### 城南区
- 福岡市立城西中学校
- 福岡市立城南中学校
- 福岡市立梅林中学校
- 福岡市立長尾中学校
- 福岡市立片江中学校

#### 早良区
- 福岡市立百道中学校
- 福岡市立高取中学校
- 福岡市立原北中学校
- 福岡市立原中央中学校
- 福岡市立原中学校
- 福岡市立西福岡中学校
- 福岡市立次郎丸中学校
- 福岡市立金武中学校
- 福岡市立田隈中学校
- 福岡市立早良中学校
- 福岡市立福岡きぼう中学校

### 大牟田市
- 大牟田市立宅峰中学校
- 大牟田市立宮原中学校
- 大牟田市立松原中学校
- 大牟田市立白光中学校
- 大牟田市立御木中学校
- 大牟田市立白銀中学校
- 大牟田市立甘木中学校

### 久留米市
- 久留米市立諏訪中学校
- 久留米市立城南中学校
- 久留米市立櫛原中学校
- 久留米市立宮ノ陣中学校
- 久留米市立牟田山中学校
- 久留米市立屏水中学校
- 久留米市立江南中学校
- 久留米市立筑邦西中学校
- 久留米市立明星中学校
- 久留米市立青陵中学校
- 久留米市立荒木中学校
- 久留米市立高牟礼中学校
- 久留米市立良山中学校
- 久留米市立田主丸中学校
- 久留米市立三潴中学校
- 久留米市立城島中学校
- 久留米市立北野中学校

### 直方市
- 直方市立直方第一中学校
- 直方市立直方第二中学校
- 直方市立直方第三中学校
- 直方市立植木中学校

### 飯塚市

#### 県立
- 福岡県立嘉穂高等学校附属中学校

#### 市立
- 飯塚市立飯塚第一中学校
- 飯塚市立飯塚第二中学校
- 飯塚市立二瀬中学校
- 飯塚市立幸袋中学校
- 飯塚市立鎮西中学校
- 飯塚市立穂波西中学校
- 飯塚市立穂波東中学校
- 飯塚市立頴田中学校
- 飯塚市立筑穂中学校
- 飯塚市立庄内中学校

### 田川市
- 田川市立田川東中学校
- 田川市立田川西中学校
- 田川市立小中一貫校猪位金学園

### 柳川市
- 柳川市立柳城中学校
- 柳川市立柳南中学校
- 柳川市立昭代中学校
- 柳川市立蒲池中学校
- 柳川市立三橋中学校
- 柳川市立大和中学校

### 八女市

#### 県立
- 福岡県立輝翔館中等教育学校

#### 市立
- 八女市立福島中学校
- 八女市立南中学校
- 八女市立西中学校
- 八女市立みさき学園
- 八女市立上陽北汭学園
- 八女市立黒木中学校
- 八女市立立花中学校
- 八女市立筑南中学校
- 八女市立星野中学校
- 八女市立矢部清流学園

### 筑後市
- 筑後市立羽犬塚中学校
- 筑後市立筑後北中学校
- 筑後市立筑後中学校

### 大川市
- 大川市立大川桐英中学校
- 大川市立大川桐薫中学校

### 行橋市
- 行橋市立行橋中学校
- 行橋市立泉中学校
- 行橋市立今元中学校
- 行橋市立中京中学校
- 行橋市立長峡中学校
- 行橋市立仲津中学校

### 豊前市
- 豊前市立八屋中学校
- 豊前市立角田中学校
- 豊前市立千束中学校
- 豊前市立合岩中学校

### 中間市
- 中間市立中間中学校
- 中間市立中間東中学校
- 中間市立中間南中学校
- 中間市立中間北中学校

### 小郡市
- 小郡市立宝城中学校
- 小郡市立大原中学校
- 小郡市立立石中学校
- 小郡市立小郡中学校
- 小郡市立三国中学校

### 筑紫野市
- 筑紫野市立筑山中学校
- 筑紫野市立筑紫野南中学校
- 筑紫野市立天拝中学校
- 筑紫野市立二日市中学校
- 筑紫野市立筑紫野中学校

### 春日市
- 春日市立春日中学校
- 春日市立春日野中学校
- 春日市立春日東中学校
- 春日市立春日西中学校
- 春日市立春日南中学校
- 春日市立春日北中学校

### 大野城市
- 大野城市立大野中学校
- 大野城市立大野東中学校
- 大野城市立大利中学校
- 大野城市立御陵中学校
- 大野城市立平野中学校

### 宗像市

#### 県立
- 福岡県立宗像中学校

#### 市立
- 宗像市立日の里中学校
- 宗像市立中央中学校
- 宗像市立河東中学校
- 宗像市立自由ヶ丘中学校
- 宗像市立城山中学校
- 宗像市立玄海中学校
- 宗像市立大島学園

### 太宰府市
- 太宰府市立学業院中学校
- 太宰府市立太宰府中学校
- 太宰府市立太宰府西中学校
- 太宰府市立太宰府東中学校

### 糸島市
- 糸島市立前原中学校
- 糸島市立前原東中学校
- 糸島市立前原西中学校
- 糸島市立志摩中学校
  - 糸島市立志摩中学校姫島分校
- 糸島市立二丈中学校
- 糸島市立福吉中学校

### 古賀市
- 古賀市立古賀中学校
- 古賀市立古賀北中学校
- 古賀市立古賀東中学校

### 福津市
- 福津市立福間中学校
- 福津市立福間東中学校
- 福津市立津屋崎中学校

### うきは市
- うきは市立吉井中学校
- うきは市立浮羽中学校

### 宮若市
- 宮若市立宮若東中学校
- 宮若市立宮若西中学校

### 嘉麻市
- 嘉麻市立稲築西義務教育学校
- 嘉麻市立稲築東義務教育学校
- 嘉麻市立碓井義務教育学校
- 嘉麻市立嘉穂中学校
- 嘉麻市立山田中学校

### 朝倉市
- 朝倉市立甘木中学校
- 朝倉市立南陵中学校
- 朝倉市立秋月中学校
- 朝倉市立十文字中学校
- 朝倉市立比良松中学校
- 朝倉市立杷木中学校

### みやま市
- みやま市立瀬高中学校
- みやま市立東山中学校
- みやま市立山川中学校
- みやま市立高田中学校

### 那珂川市
- 那珂川市立那珂川中学校
  - 那珂川市立那珂川中学校後野分校
- 那珂川市立那珂川南中学校
- 那珂川市立那珂川北中学校

### 糟屋郡
- 宇美町立宇美中学校
- 宇美町立宇美東中学校
- 宇美町立宇美南中学校
- 粕屋町立粕屋中学校
- 粕屋町立粕屋東中学校
- 篠栗町立篠栗中学校
- 篠栗町立篠栗北中学校
- 志免町立志免中学校
- 志免町立志免東中学校
- 新宮町立新宮中学校
- 新宮町立新宮東中学校
  - 新宮町立新宮中学校相島分校
- 須恵町立須恵中学校
- 須恵町立須恵東中学校
- 久山町立久山中学校

### 遠賀郡
- 芦屋町立芦屋中学校
- 岡垣町立岡垣中学校
- 岡垣町立岡垣東中学校
- 遠賀町立遠賀中学校
- 遠賀町立遠賀南中学校
- 水巻町立水巻中学校
- 水巻町立水巻南中学校

### 鞍手郡
- 鞍手町立鞍手中学校
- 小竹町立小竹中学校

### 嘉穂郡
- 桂川町立桂川中学校

### 朝倉郡
- 東峰村立東峰学園
- 筑前町立夜須中学校
- 筑前町立三輪中学校

### 三井郡
- 大刀洗町立大刀洗中学校

### 三潴郡
- 大木町立大木中学校

### 八女郡
- 広川町立広川中学校

### 田川郡
- 香春町立香春思永館
- 糸田町立糸田中学校
- 福智町立赤池中学校
- 福智町立金田義務教育学校
- 福智町立方城中学校
- 大任町立大任中学校
- 川崎町立川崎中学校
- 添田町立添田中学校
- 赤村立赤中学校

### 京都郡

#### 県立
- 福岡県立育徳館中学校

#### 町立
- 苅田町立苅田中学校
- 苅田町立新津中学校
- みやこ町立勝山中学校
- みやこ町立犀川中学校
- みやこ町立伊良原中学校
- みやこ町立豊津中学校

### 築上郡

#### 町立
- 築上町立椎田中学校
- 築上町立築城中学校
- 上毛町立上毛中学校

#### 組合立
- 吉富町外一市中学校組合立吉富中学校

## 私立中学校および私立中等教育学校

### 北九州市

#### 小倉北区
- 西南女学院中学校
- 照曜館中学校
- 小倉日新館中学校

#### 小倉南区
- 北九州子どもの村中学校

#### 戸畑区
- 明治学園中学校

#### 門司区
- 敬愛中学校

#### 八幡東区
- 九州国際大学付属中学校

#### 八幡西区
- 折尾愛真中学校

### 福岡市

#### 東区
- 博多女子中学校

#### 早良区
- 西南学院中学校

#### 中央区
- 福岡大学附属大濠中学校
- 上智福岡中学校
- 筑紫女学園中学校
- 福岡雙葉中学校

#### 博多区
- 沖学園中学校
- 東福岡自彊館中学校

#### 南区
- 福岡女学院中学校

#### 城南区
- 中村学園女子中学校

#### 西区
- 中村学園三陽中学校
- 福岡舞鶴誠和中学校

### 久留米市
- 久留米信愛中学校
- 久留米大学附設中学校

### 大牟田市
- 大牟田中学校
- 明光学園中学校

### 飯塚市
- 飯塚日新館中学校

### 八女市
- 八女学院中学校

### 筑紫野市
- リンデンホールスクール中高学部

### 太宰府市
- 筑陽学園中学校